# Pacing (Jatisari)
Pacing is een bestuurslaag in het regentschap Karawang van de provincie West-Java, Indonesië. Pacing telt 3895 inwoners (volkstelling 2010).